# Touch the Sound
Touch the Sound: A Sound Journey with Evelyn Glennie ist ein Dokumentarfilm von Thomas Riedelsheimer aus dem Jahr 2004. Er begleitete die weltbekannte Perkussionistin Evelyn Glennie. Der Film zeigt wie sich die Künstlerin mit Musik, Tönen und Klängen auseinandersetzt, diese wahrnimmt und sich aneignet, nachdem sie als Kind den Großteil ihres Gehöres verlor.

## Handlung
Verschiedene Ausschnitte einer Großstadt (Grand Central Station, New York) vermischen sich mit Szenen, in denen Evelyn Glennie in einer großen Bahnhofshalle Schlagzeug spielt. Die Kulissen der Stadt vermischen sich mit diesen Tonaufnahmen und stellen so einen Kontrast her, der Erzählungen von Glennie zu ihrem Schaffen unterstreicht. Evelyn Glennie verlor ab dem achten Lebensjahr fast ihr gesamtes Gehör und im Alter von 11 Jahren, stellte sich die Frage, ob sie weiterhin musizieren könne. Die Kamera zeichnet ihrer Perspektive nach und zeigt beispielsweise Menschen die telefonieren, Straßenlärm und Schritte mit verschiedenem Schuhwerk, deren Geräusche zu einem undeutlichen Hintergrundgeräusch verschmelzen. Die Geräusche dieser Szenen sind oft angereichert mit Glennies Werk.
Sie spielt oft im öffentlichen Raum und zeigt ihre musikalischen Improvisationen, bei denen alltägliche Gegenstände wie Teller, Flaschen, Dosen etc. zur Klangerzeugung genutzt werden. In einer Lagerhalle produziert sie mit dem Musiker Fred Frith eigene Kompositionen. Dabei nutzen beide vorhandenen Elemente und kombinieren sie mit klassischen Musikinstrumenten. Beispielsweise wird der Bogen einer Geige als Tonträger an einem metallischen Kasten oder an einem Stück Blech genutzt, um damit Töne zu erzeugen. Einige Musikinstrumente, wie verschiedene Gitarren werden mit schwingenden Metallstäben modifiziert um dem Instrument neue Klänge zu entlocken. Glennie erklärt ihr Konzept sei es, nicht nur Klänge zu erzeugen, sondern diese aus der Tiefe herauszuholen, statt nur die Oberfläche von Instrumenten zu nutzen. Glennie beschreibt, nachdem sie in einem Ausschnitt an einem riesigen Gong gezeigt wurde, dass sie Töne und Klänge fühlen kann und diese durch ihre Schwingungen und Vibrationen greifbar werden. Sie spielt oft barfuß, um die Vibrationen und Schwingungen, die die Instrumte erzeugen, besser wahrzunehmen.
Ihr Vater unterstützte ihr musikalisches Interesse seit ihrer Kindheit und bestärkte sie darin, unterschiedliche Instrumente auszuprobieren. Er war es auch, der sie ermutigte, weiterhin an ihrer alten Schule zu bleiben, statt wie empfohlen an eine Gehörlosenschule zu wechseln. Der plötzliche Verlust ihres Gehörs ließ sie Musik auf andere Weise wahrnehmen und Mitschüler und Lehrer unterstützen sie dabei. In der Schule entdeckt sie Schlaginstrumente, der Musiklehrer entwickelt eine Methode, wie sie die verschiedenen Klänge wahrnehmen könne. Er bat sie beispielsweise, ihre Hand an die Wand des Raumes zu halten und ihm mitzuteilen, was sie fühle. Auf diese Weise verbindet sie Körper und Klang und nutzt ihn als Resonanzkörper. Visuelle Eindrücke unterstützen diese Form der Musikwahrnehmung. Auf die Frage, wie sie denn Musik als hörbehinderte Person wahrnehmen würde, fühle sie sich oft auf ihre Behinderung reduziert. Wenn sie diese Frage an die meist hörende Person zurückgibt, käme oft keine eindeutige Antwort; was genau meinen die Menschen, wenn sie sagen, sie hören mit den Ohren? Laut Glennie würden Hörende die verschiedenen Ebenen, die eine Klangkulisse ausmachen, weniger intensiv wahrnehmen und sich stattdessen auf den Prozess des Hörens konzentrieren.
Glennie ist in einer Szene zu sehen, wo sie mit ihr fremden Musikern probt und verschiedene Schlaginstrumente ausprobiert. Es werden Ausschnitte von Blicken, Nahaufnahmen der Bewegungsabläufe der jeweiligen Musiker gezeigt, um zu vermitteln, wie die Musizierenden untereinander visuell wahrnehmen und die Bewegungen der Gruppe in das eigene Spiel einfließen.
Während sie auf einem spontan zusammengestellten Set aus Tellern, Tassen, Dosen und Flaschen spielt, sagt sie beiläufig: „Dafür war ich drei Jahre an der Royal Academy“. Es gibt viele Szenen, die Bewegungen, wie der einer Wasseroberfläche einfangen, oder Fahnen im Wind zeigen. Glennie denkt über das Nichtvorhandensein von Geräuschen nach und meint, dass dieser Gegenpart nicht Stille sei. Sie wisse nicht sicher, ob es so etwas wie Stille überhaupt gäbe: „Stille ist sicher einer der lautesten und schwersten Klänge, die man erleben kann. Wir wissen, dass in allem was wir sehen, Klang steckt. Uns fehle nur die Sensibilität zu hören, was um uns herum passiert.“

## Hintergründe
Die im Film gezeigten Aufnahmen aus der Produktionshalle einer ehemaligen Zuckerfabrik in Dormagen, die auch den Soundtrack des Films begleiten, wurden von Evelyn Glennie und Fred Frith 2007 auf einem Album mit dem Titel The Sugar Factory veröffentlicht.

## Auszeichnungen (Auswahl)
- 2004: BAFTA Scotland Award Beste Dokumentation
- 2004: Leipzig DOK Festival
- 2005: Bangkok International Film Festival Beste Dokumentation